# Mischa Borowski
Michał (Mischa) Borowski, född 24 april 1950 i Polen, död 6 juli 2020, var en polsk arkitekt.
Mischa Borowski började studera till arkitekt vid Warszawas tekniska universitet i Polen och kom till Sverige vid 19 års ålder 1969 tillsammans med sin mor Maria Borowska. Han fortsatte att studerade konsthistoria vid Stockholms universitet och fortsatte sina arkitekturstudier på Kungliga Tekniska högskolan i Stockholm. Efter examen startade han Axelsson & Borowski Arkitektkontor i Stockholm.
Han ritade tillsammans med Bo Axelsson flera av byggnaderna i Marievik på Liljeholmen i Stockholm. 
År 2003 flyttade han tillbaka till Polen för att 2003-2006 vara stadsarkitekt i Warszawa. Åren 2007-2008 var han avdelningschef vid ministeriet för sport och turism.
Han har varit gift med textilkonstnären Christina Borowski (1948-2020) och hade två döttrar.

## Verk i urval
- Södra station, Stockholm, 1990
- Trikåfabriken 4 i Hammarby industriområde, Stockholm, 1991
- Flera byggnader i Marievik, Stockholm

## Bildgalleri

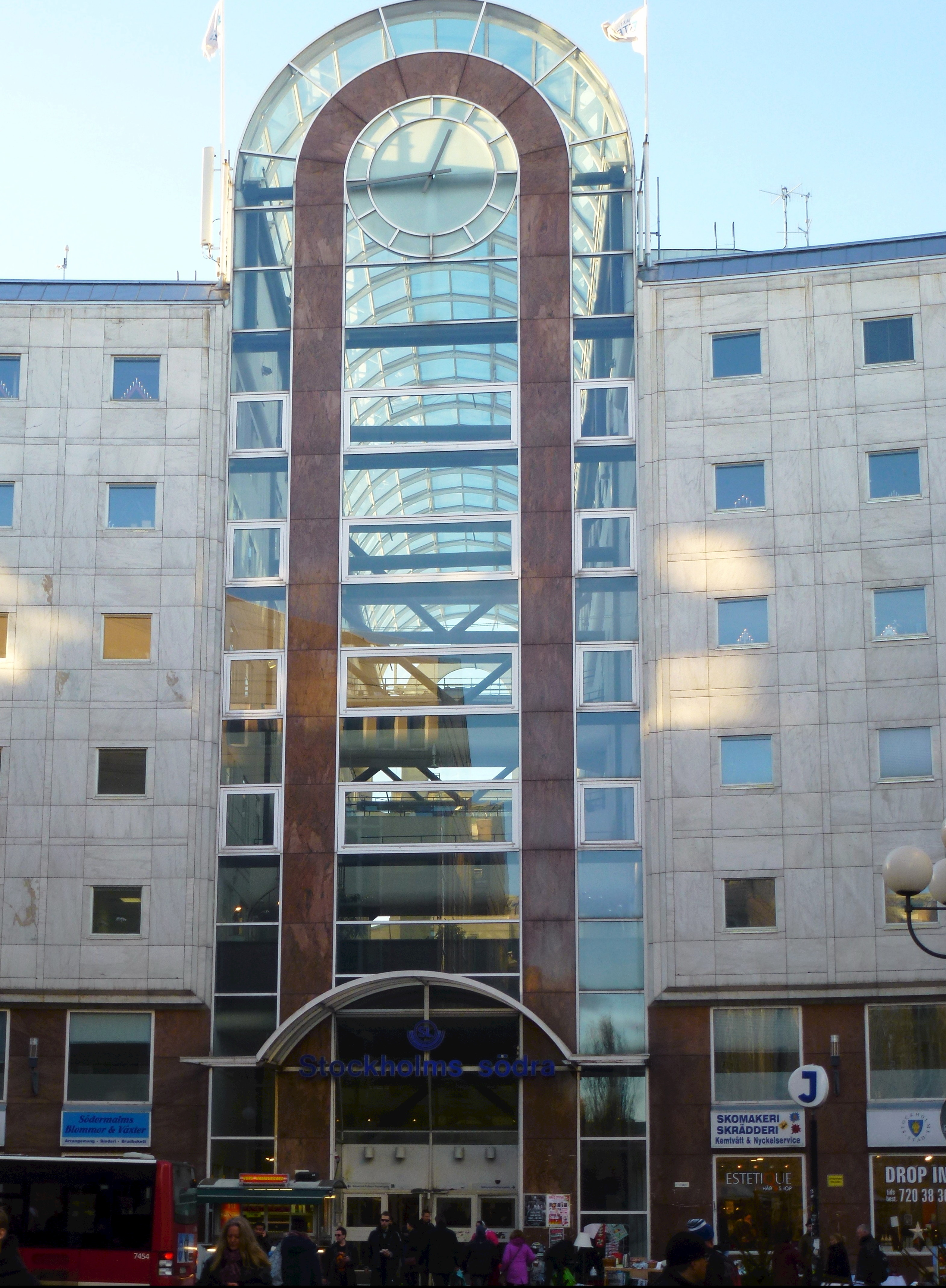
Södra station, Stockholm
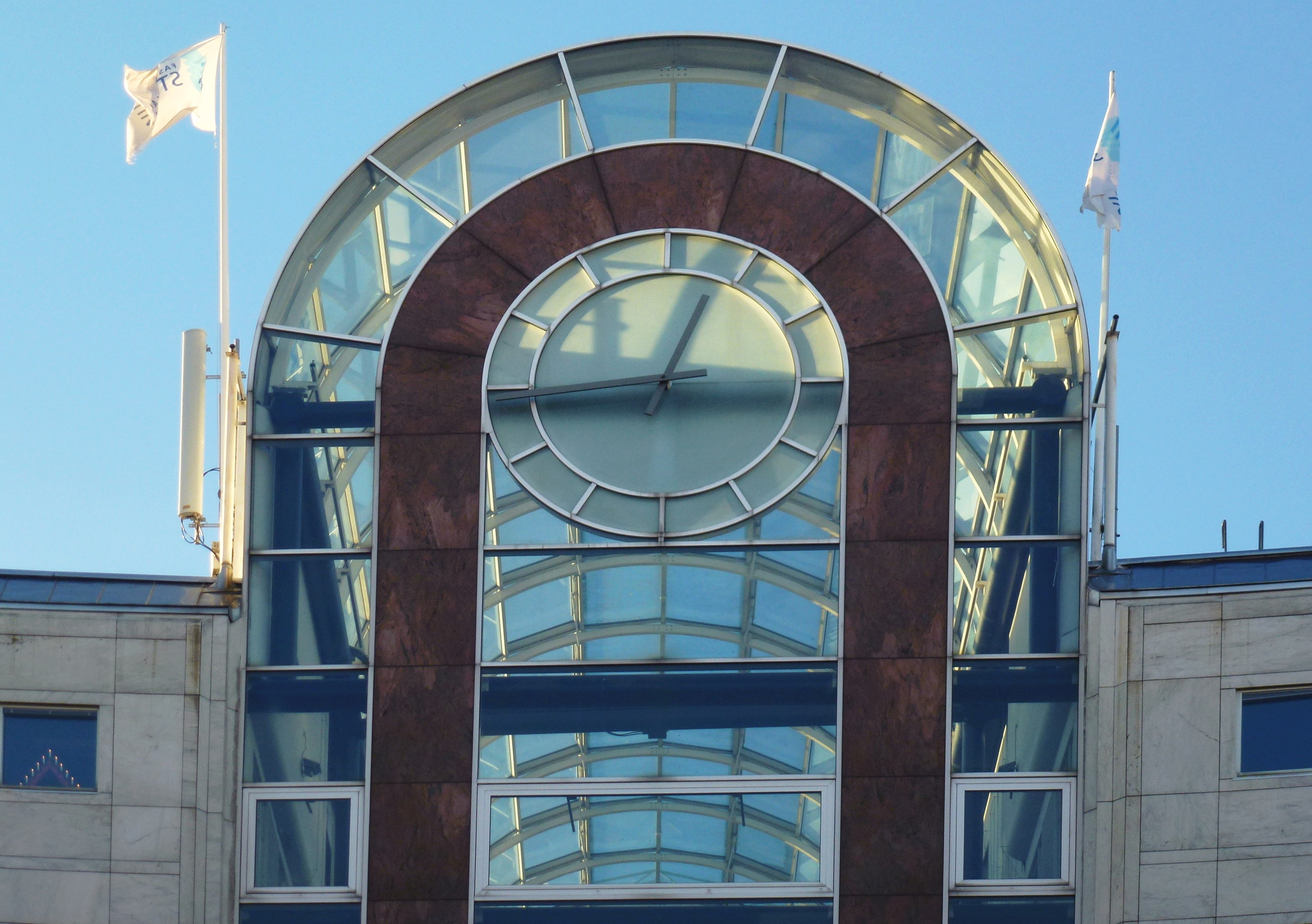
Stationsklockan på Södra station, Stockholm
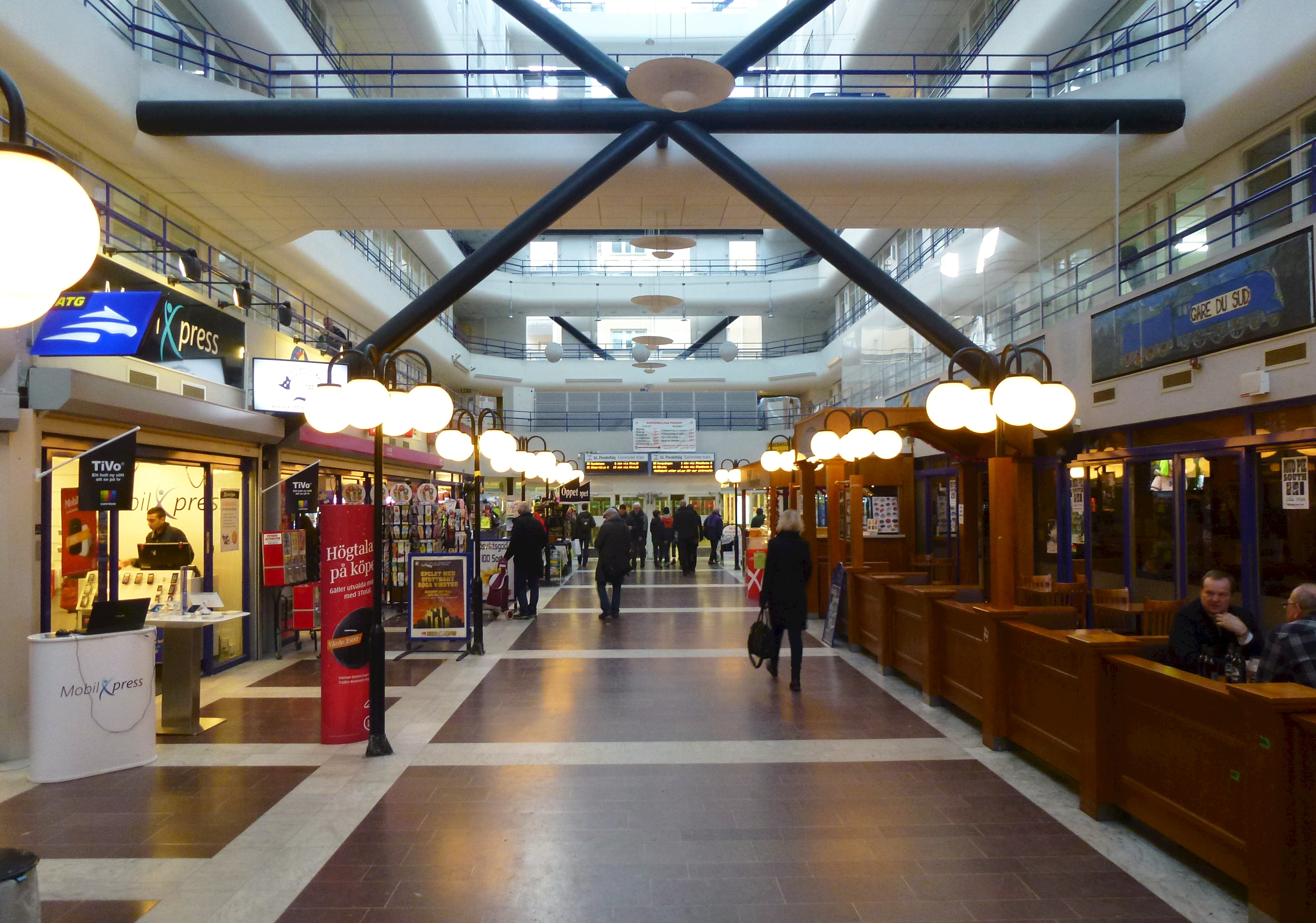
Gallerian i Södra station